# لیکوی شمشیری نوک‌مرجانی
لیکوی شمشیری نوک‌مرجانی (نام علمی: Pomatorhinus ferruginosus) یک گونه از پرندگان خانواده لیکویان است.
این پرنده در بوتان، هند، نپال، چین و تایلند یافت می‌شود. زیستگاه طبیعی آن جنگل‌های کوهستانی مرطوب نیمه‌گرمسیری است. معمولا ۲۴ سانتی‌متر طول و ۴۰-۴۸ گرم وزن دارد. 

## نگارخانه

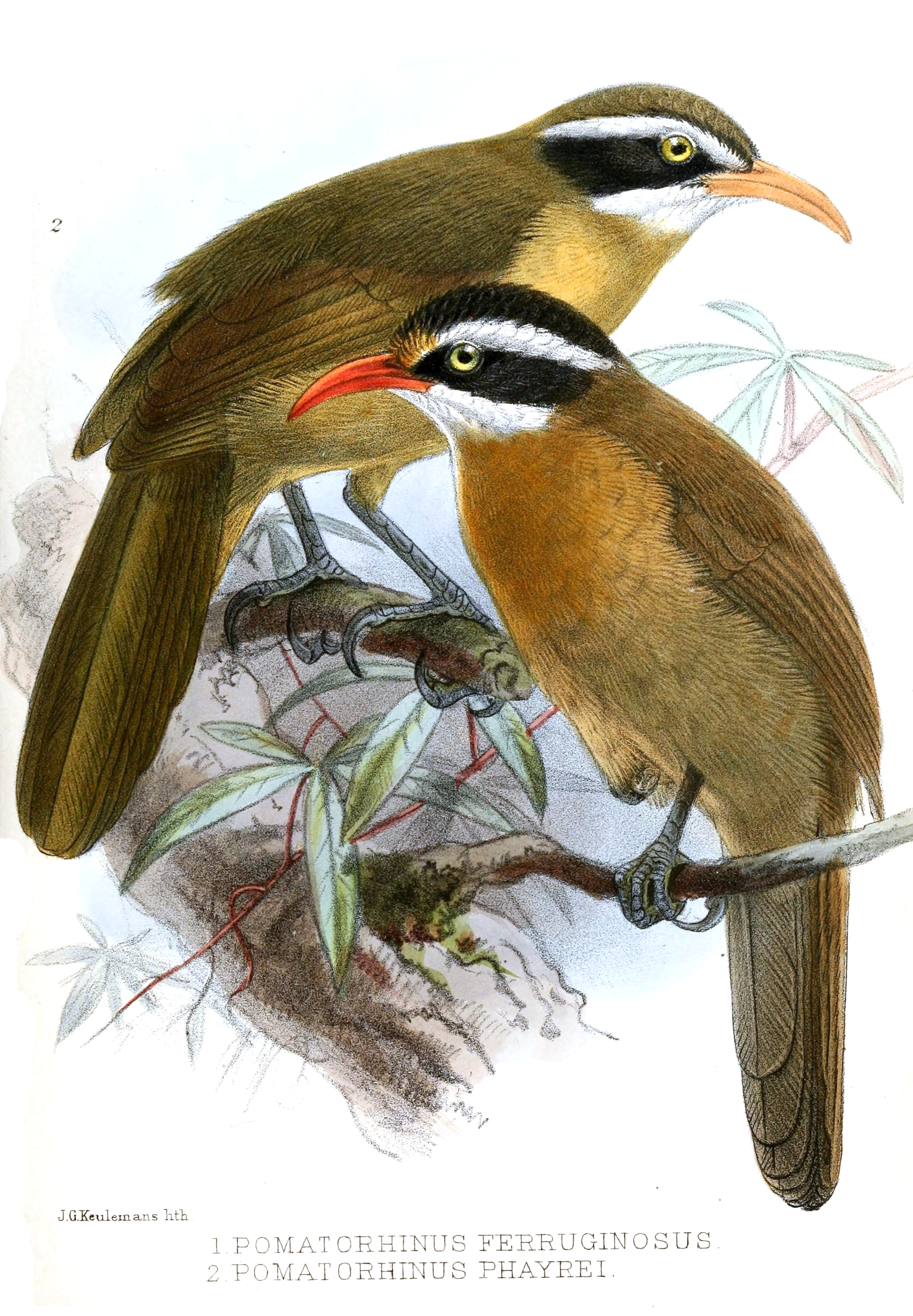
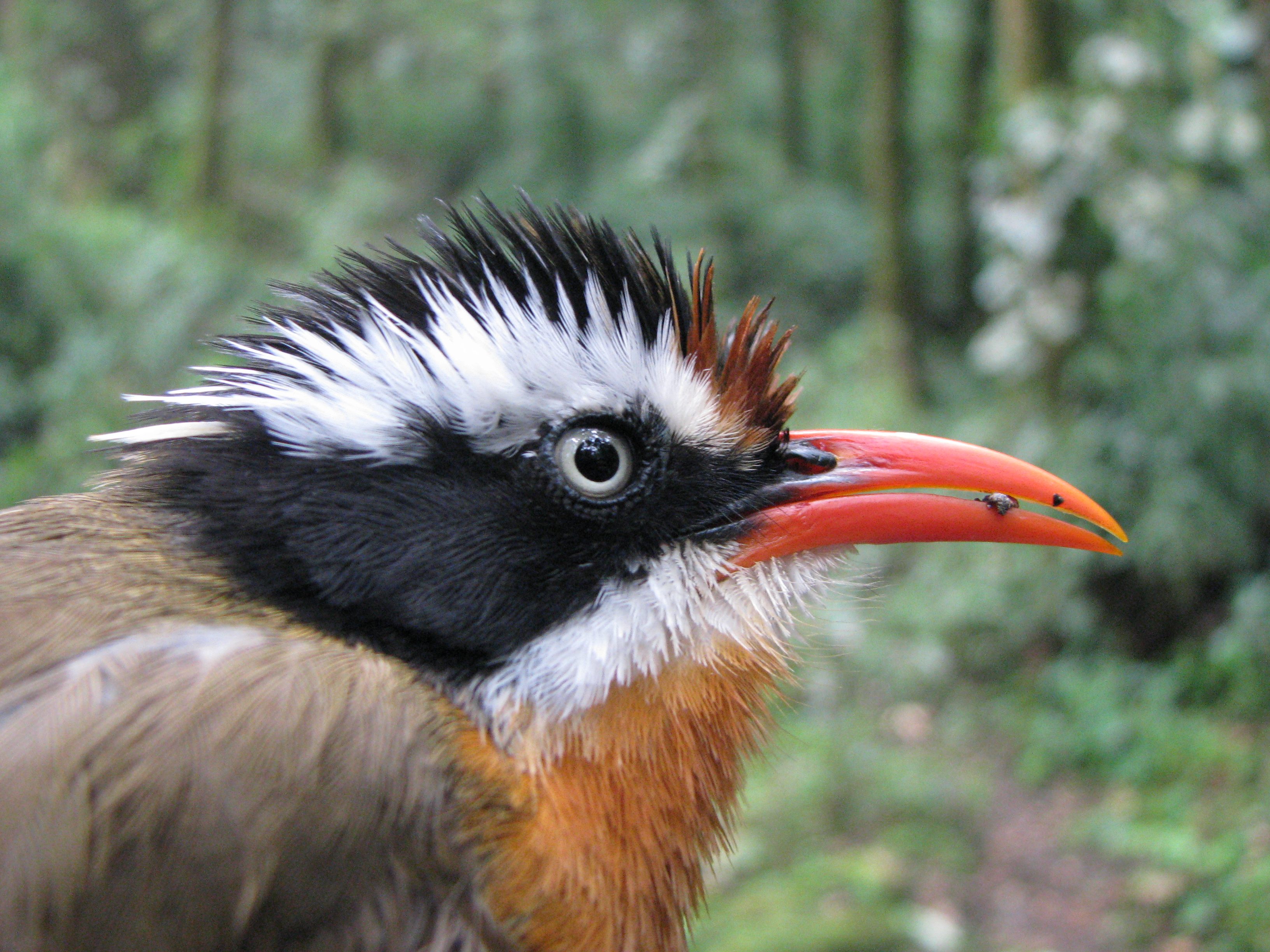
این پرنده در پناهگاه حیات وحش ایگلنست، آروناچال پرادش، هندوستان تورگذاری و حلقه‌گذاری شد.